# Sokol Wyszehrad (szachy)
Sokol Wyszehrad – czeski klub szachowy z siedzibą w Pradze, siedmiokrotny mistrz Czechosłowacji.

## Historia
Klub został założony w 1953 roku z inicjatywy Antonína Kubáta, później funkcjonował pod nazwą Slavoj. W 1960 roku klub zdobył po raz pierwszy mistrzostwo Czechosłowacji, w latach 60. dokonano tego jeszcze w latach 1961–1962, 1964 i 1966. Następnie klub zdobył wicemistrzostwo w sezonie 1967, trzecie miejsce rok później i w 1971 roku, ponownie wicemistrzostwo w sezonie 1971/1972, trzecią pozycję w 1973 roku i drugą dwa lata później, W sezonie 1977/1978 klub zdobył szósty tytuł mistrzowski, a rok później – wicemistrzowski. W 1980 roku Slavoj zajął trzecie miejsce w lidze. W sezonie 1989/1990 klub zdobył ostatni tytuł mistrza Czechosłowacji.
Po rozpadzie Czechosłowacji klub przystąpił w 1992 roku do inauguracyjnego sezonu Extraligi pod nazwą ŠK Vyšehrad. Uzyskano wówczas szóste miejsce w lidze. Rok później nastąpiła zmiana nazwy na ŠK Sokol. W 1995 roku zespół uzyskał piąte miejsce w Extralidze. W sezonie 1997/1998 Sokol zajął czwartą pozycję w lidze. W 2002 roku klub zdobył wicemistrzostwo Czech, ulegając jedynie Hagemannowi Opawa. W składzie drużyny znajdowali się wówczas m.in. Eduard Meduna, Leonid Wołoszyn, Jurij Zezulkin, Lubomyr Mychałec i Ladislav Salai. W sezonie 2002/2003 zespół był trzeci w lidze. W 2005 roku klub zajął piąte miejsce w Extralidze. W 2007 roku Sokol spadł z ligi. W 2022 roku nastąpił spadek klubu do 2. Ligi (trzeci poziom). Rok później klub powrócił do 1. Ligi.

## Arcymistrzowie w historii klubu
- Miroslav Filip[1]
- Ildar Ibragimow[14]
- Lubomir Kavalek[1]
- Jiří Lechtýnský[15]
- Andrij Maksymenko[16]
- Eduard Meduna[17]
- Lubomyr Mychałec[8]
- Luděk Pachman[18]
- Vojtěch Plát[19]
- Radosław Wojtaszek[20]
- Leonid Wołoszyn[16]
- Jurij Zezulkin[21]